# أتسوتو سوزوكي
أتسوتو سوزوكي (بالألمانية: Atsuto Suzuki) (و. 1946 – م) هو فيزيائي، وأستاذ جامعي من اليابان . ولد في نييغاتا .
وهو عضواً في الأكاديمية الروسية للعلوم .

## التعليم
تعلم في Niigata University

## مناصب وهيئات
أدار جامعة طوكيو.

## جوائز
حصل على جوائز منها:
- جائزة الفيزياء الأساسية (2016).